# Мертінешть (Молдова)
Мертінешть (рум. Mărtinești) — село у Страшенському районі Молдови. Входить до складу комуни, адміністративним центром якої є село Греблешть.

## Населення
За даними перепису населення 2004 року у селі проживали 128 осіб.
Національний склад населення села:
| Національність   | Кількість осіб | Відсоток   |
| ---------------- | -------------- | ---------- |
| молдавани румуни | 126 2          | 98,4% 1,6% |
| Всього           | 128            | 100%       |